# Chiloglanis normani
Chiloglanis normani is een straalvinnige vissensoort uit de familie van de baardmeervallen (Mochokidae). De wetenschappelijke naam van de soort is voor het eerst geldig gepubliceerd in 1933 door Pellegrin.